# Onitis cupreus
Onitis cupreus là một loài bọ cánh cứng trong họ Bọ hung (Scarabaeidae).